# West Farleigh
West Farleigh est un village et une paroisse civile située dans le comté du Kent, en Angleterre, à environ six kilomètres (quatre miles) au sud-ouest de Maidstone. La paroisse compte environ 450 habitants et partage ses limites avec les paroisses voisines de East Farleigh, Hunton, Yalding, ainsi qu'avec Wateringbury, Teston et Barming de l'autre côté de la rivière Medway.
Le village est doté de deux pubs : The Tickled Trout et The Good Intent. Un troisième établissement, The White House, a fermé ses portes en 2020. À proximité de l'église paroissiale se trouve le terrain de cricket, qui constitue un point central des activités locales.
West Farleigh est également jumelé avec Ringstedt, un village du nord de l'Allemagne situé près de Bremerhaven.